# Tuerta collectiora
Tuerta collectiora är en fjärilsart som beskrevs av Todd 1966. Tuerta collectiora ingår i släktet Tuerta och familjen nattflyn. Inga underarter finns listade i Catalogue of Life.